# Ribauta
Ribauta (en francès Ribaute) és un municipi francès situat al departament de l'Aude i a la regió d'Occitània.